# Khorata khammouan
Khorata khammouan is een spinnensoort uit de familie trilspinnen (Pholcidae). De soort komt voor in Laos. 